# Žydrūnė Juodkienė
Žydrūnė Juodkienė (* 2. Februar 1974 in der Rajongemeinde Varėna) ist eine ehemalige litauische Politikerin, Vizeministerin für Energiewirtschaft.

## Leben
Nach dem Abitur 1991 an der „Ryto“-Mittelschule (Varėnos „Ryto“ vidurinė mokykla) in Varėna absolvierte Žydrūnė Juodkienė von 1991 bis 1996 das Diplomstudium der Geschichte und Politikwissenschaft an der Geschichtefakultät der Vilniaus pedagoginis universitetas, von 2000 bis 2002 das Masterstudium der Rechtswissenschaft an der Mykolas-Romeris-Universität und von 2004 bis 2009 das Bachelorstudium des Managements und Business Administration an der ISM University of Management and Economics in Vilnius.
Von 1997 bis 1999 arbeitete Juodkienė als Oberspezialistin am Umweltministerium Litauens. Von 1999 bis 2003 war sie oberste Spezialistin am Verteidigungsministerium Litauens. Von 2003 bis 2013  arbeitete sie als Projektleiterin im Unternehmen UAB „Vilniaus energija“ und von 2007 bis 2013 als Projektleiterin bei UAB „Litesko“.
Vom 29. April 2013 bis zum Juli 2014 war Juodkienė Vizeministerin im Energieministerium Litauens. Sie war Nachfolgerin von Algimantas Zaremba. Žydrūnė Juodkienė wurde von Darbo partija delegiert. Juodkienė arbeitete als Stellvertreterin des Ministers Jaroslavas Neverovičius (* 1976). Sie trat vom Amt nach dem Druck der Regierungskoalitionleitung vor der Bestätigung des neuen Ministerkabinetts nach der Präsidentschaftswahl in Litauen 2014 zurück. Juodkienė ist mit dem  litauischen Konzern UAB ICOR verbunden.
Sie ist verheiratet mit Juodka.